# ARA Azopardo (P-35)
La ARA Azopardo (P-35) fue una fragata antisubmarina que fue buque líder de su clase en servicio con la Armada Argentina. Fue puesta en gradas en 1950, botada en 1953 y asignada en 1957. Estuvo en servicio de 1957 a 1972. Su nombre honra al coronel de marina Juan Bautista Azopardo, primer jefe de una fuerza naval argentina durante la Guerra de la Independencia.

## Construcción
Fue ordenada en 1940. La construcción por AFNE Río Santiago fue puesta en gradas en 1950, botada en 1953 y asignada en 1957.

## Historia de servicio
Fue asignada a la División Fragatas de la marina de guerra. Participó de los operativos UNITAS I (1960) y UNITAS IV (1963).
En 1969, 1970, 1971 y 1972 realizó viajes de instrucción de cadetes. Radiada en 1972, fue vendida para su desguace.